# Нашествие (кеч)
Нашествие (на английски: Invasion, стилизирано InVasion) е pay-per-view събитие, продуцирано от Световната федерация по кеч (WWF). Събитието се провежда на 22 юли 2001 г. в Кливланд, Охайо.

## Обща информация
Първоначално това събитие е планирано да се нарича „В пълна готовност“, тъй като е рекламирано на събитието Крал на ринга, което непосредствено предшества „Нашествие“, въпреки че решението за замяна е взето през май. Нашествие е първото PPV, което включва продължаващата сюжетна линия Нашествието, в която участват кечисти от WWF, които се борят против Коалицията, съставена от кечистите на World Championship Wrestling (WCW) и Extreme Championship Wrestling (ECW), по-късно известна като Алиансът.
Основното събитие, наречено „Първоначално сбиване“, е отборен мач пет на пет между отбор WWF и отбор WCW / ECW. Другият основен мач е индивидуален мач за Хардкор титлата на WWF между Роб Ван Дам и Джеф Харди. С 770 000 поръчки, събитието е най-касовото такова в историята на WWE, което не е част от поредицата Кечмания.
След приключването на сюжета, юлският слот на събитието е даден на Мъст през 2002 г., когато Армагедон се завръща същата година; Мъст временно заменя Армагедон през декември 2001 г., поради Атентатите от 11 септември.

## Резултати
| №                                         | Резултати | Правила                                                    | Време |
| ----------------------------------------- | --- | ---------------------------------------------------------- | ----- |
| 1                                         | Острието и Крисчън (WWF) побеждават Ланс Сторм и Майк Оусъм (WCW) | Отборен мач                                                | 10:10 |
| 2                                         | Ърл Хебнър (WWF) поб. Ник Патрик (WCW) | Индивидуален мач с Мик Фоли като специален гост съдия      | 2:50  |
| 3                                         | Дяконите (Брадшоу и Фарук) (WWF) поб. Чък Палъмбо и Шон О'Хеър (WCW) | Отборен мач                                                | 7:17  |
| 4                                         | Били Кидман (WCW) поб. Екс Пак (WWF) | Индивидуален мач                                           | 7:12  |
| 5                                         | Рейвън (ECW) поб. Уилям Ригъл (WWF) | Индивидуален мач                                           | 6:34  |
| 6                                         | Крис Кениън, Хю Моръс и Шон Стейсиак (WCW) поб. Албърт, Грамадата и Били Гън (WWF) | Шесторен отборен мач                                       | 4:23  |
| 7                                         | Таджири (WWF) поб. Таз (ECW) | Индивидуален мач                                           | 5:43  |
| 8                                         | Роб Ван Дам (ECW) поб. Джеф Харди (ш) (WWF) | Хардкор мач за Хардкор титлата на WWF                      | 12:24 |
| 9                                         | Триш Сратъс и Лита (WWF) поб. Тори Уилсън и Стейси Киблър (WCW) | Мач сутиени и гащички с Мик Фоли като специален гост съдия | 5:04  |
| 10                                        | Коалиция WCW-ECW (Букър Ти, Бъба Рей Дъдли, Даймънд Далас Пейдж, Дивон Дъдли и Райно) (с Шейн Макмеън, Стефани Макмеън–Хелмсли и Пол Хеймън) (Алианс) поб. Отбор WWF (Крис Джерико, Кейн, Кърт Енгъл, Ледения Стив Остин и Гробаря) (с Винс Макмеън) (WWF) | Десеторен отборен мач                                      | 29:03 |
| - (ш) – указва шампиона/шампионите в мача | |                                                            |       |